# Riksdagsparti
Ett riksdagsparti är ett politiskt parti som är representerat i en riksdag. Särskilt i historiska sammanhang används begreppet synonymt med begreppet riksdagsgrupp, men det kan också avse partiorganisationen som helhet för ett parti som har vunnit mandat i riksdagen.
Läs mer om politiska partier i Sverige för en närmare beskrivning av partier i Sveriges riksdag.